# Irun
Irun (spanska: Irún) är en stad och kommun i provinsen Gipuzkoa i den autonoma regionen Baskien i norra Spanien. Staden ligger vid gränsen till Frankrike, cirka 16 kilometer öster om San Sebastián. Kommunen har 63 656 invånare (2024), på en yta av 42,40 km².
Fotbollsklubben Real Unión Club de Irún och handbollsklubben CD Bidasoa har sin hemvist i staden.